# Comarostaphylis lanata
Comarostaphylis lanata är en ljungväxtart som beskrevs av John Kunkel Small. Comarostaphylis lanata ingår i släktet Comarostaphylis, och familjen ljungväxter. Inga underarter finns listade i Catalogue of Life.